# Oceanides oribasus
Oceanides oribasus är en insektsart som beskrevs av George Willis Kirkaldy 1910. Oceanides oribasus ingår i släktet Oceanides och familjen fröskinnbaggar. Inga underarter finns listade i Catalogue of Life.